# 利 (內布拉斯加州)
利是位於美國內布拉斯加州科爾法克斯縣的村。

## 人口
根據2020年美國人口普查的數據，利的面積為1.58平方千米，當中陸地面積為1.55平方千米，而水域面積為0.03平方千米。當地共有人口561人，而人口密度為每平方千米355人。